# 佩戈尼特斯家族
佩戈尼特斯家族（希腊语：Πηγωνίτης），是11-13世纪的一个拜占庭家族，这一族姓的词源不能确定，可能与“下巴（希腊语：πηγούνι）”有关。 
家族第一个可确定的成员是尼基塔斯·佩戈尼特斯（Niketas Pegonites），曾任都拉齐翁都督，于1018年战胜保加利亚。他可能就是“凯撒”约翰·杜卡斯的妻子伊琳娜的父亲，米海尔·普塞洛斯的悼文提到的“都拉齐翁将军尼基塔斯”。11世纪还有两个家族成员在史料中留名，利奥·佩戈尼特斯（Leo Pegonites）担任普雷斯拉夫将军，狄奥多尔·佩戈尼特斯（Theodore Pegonites）则在1065年左右担任埃德萨都督。
12世纪时该家族似乎已经衰落，1157年前，一位家族成员曾担任萨摩斯的裁判官，1180年左右，君士坦丁·佩戈尼特斯（Constantine Pegonites）曾担任征税官员，可能是在辛梅里安博斯普鲁斯。这些是财政官职，不过1180年后也有一些成员担任军职。阿莱克修斯·佩戈尼特斯（Alexios Pegonites）1180年担任塞萨洛尼基都督，另一位阿莱克修斯·佩戈尼特斯于1230年担任同一职务，另一位君士坦丁·佩戈尼特斯于1220年左右担任韦里亚都督。

## 引用
1. 1 2 3 4  Kazhdan 1991.
2. ↑  Mango 1966，第414頁.